# Hanna Verboom
Hanna Verboom (Vilvoorde, 11 de mayo de 1983) es una actriz neerlandesa. Nació en Bélgica y pasó parte de su infancia en naciones africanas de Kenia y Sudán. Después de mudarse a los Países Bajos, Verboom trabajó como modelo y ganó el "Dutch Elite Model Look 2003". También se especializó en economía y filosofía, con especialización en ciencia de cine en la Universidad de Ámsterdam. Allí, se unió al grupo de teatro de Ámsterdam y convincentemente mostró su talento por la actuación en varias obras con la compañía. Además de su actuación, Verboom es pintora y tuvo su primer trabajo exhibido en la galería de Ámsterdam en 2004. 
Hizo su debut en el cine en Snowfever. Quizás es conocida por su papel junto a Rob Schneider en la secuela Deuce Bigalow: European Gigolo. Verboom interpretó a Eva Voorsboch, una artista que tiene tendencias obsesiva-compulsivas y es el interés amoroso de Rob Schneider en la película.
Verboom fue una de las concursantes en la versión Pekín Express.

## Filmografía
- Surviving Sunday's (2007)
- Deuce Bigalow: European Gigolo (2005)
- Snowfever (2004)
- Top of the Pops NL (2000) TV Series (2004–2006)